# Rubí (telenovela, 2020)
Pour les articles homonymes, voir Rubi.
Rubí  est une telenovela mexicaine produite par W Studios en collaboration avec Lemon Studios pour Televisa et Univisión et diffusée entre le 21 janvier 2020 et le 27 février 2020 sur Univision.
Il s'agit d'un remake basé sur la telenovela mexicaine du même nom Rubí en 2004 et le troisième de la série d'anthologie Fábrica de sueños.
En Afrique, elle est malheureusement diffusée entre le 28 juillet 2023 et le 1er septembre 2023 sur le réseau StarTimes.
Elle est rediffusée une deuxième fois sur StarTimes en février 2024.
Elle est rediffusée une troisième fois sur StarTimes depuis le 27 mars 2024.
Diffusée actuellement sur la chaîne privée réunionnaise Antenne Réunion, depuis août 2024 . Deux épisodes tous les dimanches.
La série est disponible depuis le 5 août 2024 sur la plateforme de streaming RTL play en Belgique et au Luxembourg. Elle reste inédite en France.

## Synopsis
Rubi est une femme magnifique à l'ambition sans limites. Sa beauté rend fous les hommes, mais elle ne cherche que quelqu'un pour la sortir de là où elle vit, un quartier ouvrier classique avec tous les excès de sa classe sociale. Rubi a grandi avec Refugio, sa mère; Cristina, sa sœur aînée ; et Fernandita, sa nièce, dans un foyer privé. Rubi promet de quitter cet endroit où tant de malheurs les ont marqués. Elle jure qu'elle ne respirera plus jamais le terrible parfum de la pauvreté dans sa vie, quoi qu'elle doive faire. Elle va y arriver. Même si sa vie y est perdue.
Ainsi, Rubi commencera à utiliser son génie et sa beauté pour grimper. Elle commencera par Héctor, le petit ami de sa meilleure amie, qu'elle convaincra de laisser sa fiancée à l'autel et de s'enfuir avec elle à Madrid. Ce même endroit sera le théâtre de rencontres avec un grand homme du monde de la mode qui fera d'elle la couverture de magazines et l'image de plusieurs marques connues ; et le prince Edward, membre de la royauté espagnole avec qui elle pense avoir enfin trouvé sa fin heureuse.
Mais la fin heureuse de Rubi n'existe pas. Chaque marche qu'elle gravit lui apportera le malheur. Son ambition l'empêchera de révéler son véritable amour, Alejandro, un médecin bourgeois qui ne répond pas à ses espérances de gloire et de fortune. Elle gagnera tout l’argent du monde, mais elle perdra l’opportunité de vivre le véritable amour.

## Distribution
- Camila Sodi : Rubí Pérez Ochoa
- José Ron : Alejandro Cárdenas
- Rodrigo Guirao Díaz : Héctor Ferrer Garza
- Kimberly Dos Ramos : Maribel de la Fuente
- Ela Velden : Carla Rangel / Fernanda Pérez Ochoa
  - Valery Saís : Fernanda (jeune)
- Tania Lizardo : Cristina Pérez Ochoa
- Marcus Ornellas : Lucas Fuentes Morán
- Lisardo : Arturo de la Fuente
- Alejandra Espinoza : Sonia Aristimuño
- María Fernanda García : Rosa Ortiz de la Fuente
- Henry Zakka : Boris
- Rubén Sanz : Eduardo, prince d'Espagne
- Alfredo Gatica : Loreto Mata
- Giuseppe Gamba : Napoleón
- Antonio Fortier : Cayetano Gómez
- Paola Toyos : Queca Gallardo
- Mayrín Villanueva : Refugio Ochoa Ramírez

- Chris Pazcal : Gatillo
- Adriana Focke : Ermita
- Carlos Moreno Cravioto : Detective Frank Montoya
- Eduardo Cortejosa :  El Chuspa
- Gerardo Murguía : Dr. Mendieta
- Antonio López Torres : Comandante Linares
- Juan Soler : Don Héctor Ferrer

## Production

### Développement
En juillet 2019, W Studios et Lemon Studios ont commencé le développement d'un redémarrage de la version 2004 avec Carlos Bardasano en tant que producteur.
Auparavant, en mai 2019, Bardasano avait confirmé que la nouvelle adaptation serait une nouvelle version mais qu'il s'agirait également d'une suite et a précisé que : « L'histoire n'abordera pas seulement les aspects connus du public, mais explorera également ce qui est arrivé au personnage des années plus tard. »,
Les enregistrements ont débuté le 20 juillet 2019 et se sont terminés à la mi-octobre de la même année,.

## Audiences
La série a reçu de bonnes critiques positives et négatives de la part du public, qui ont été comparées sur les réseaux sociaux à la performance de Camila Sodi avec Bárbara Mori.
La première a eu lieu le 21 janvier 2020 aux États-Unis avec un total de 1,66 million de téléspectateurs (P2+) et un total de 749 000 adultes entre 18 et 49 ans, ce qui en fait le meilleur début d'une fiction diffusée sur Univision à 22 heures. /9c depuis 2017. Par rapport à « El señor de los cielos », la production obtient de bonnes audiences,.

## Critique
Le site La Hora de la Novela lui a attribué une note initiale de 5/10, arguant dans sa critique : « Le nouveau Rubí nous offre beaucoup moins du mélodrame auquel nous nous attendions. Ici, il n’existe pas de manipulatrice intelligente capable d’impliquer tout le monde (et aussi de défendre sa position) dans ses dialogues. Ce que nous avons, c’est une vulgaire carriériste qui couche avec tous ceux qui, selon elle, peuvent la sortir de la pauvreté.
Le critique Álvaro Cueva a écrit dans Milenio : « Ce Rubí est aussi nocif que les pires narconovelas car il n'est pas nécessaire d'avoir un doctorat pour le voir et détecter qu'il favorise, entre autres situations dangereuses, la violence de genre et la haine envers les personnes handicapées.

## Diffusion
- Las Estrellas (2020)

## Autres versions
- Rubí (Telesistema Mexicano, 1968)
- Rubí (1970)
- Rubí (Televisa, 2004)
- Rubi (ABS-CBN, 2010)